# Matthäus Heilmann
Matthäus Heilmann (* 10. Mai 1744 in Hofheim am Taunus; † 10. März 1817 in Mainz) war ein Mainzer Klavier- und Orgelbauer. Er gilt als einer der Schüler des Johannes Kohlhaas des Älteren.

## Leben
Matthäus Heilmann wurde am 10. Mai 1744 als Sohn des Wendel Heilmann und dessen Frau Anna Katharina in Hofheim am Taunus geboren. Seine Lehrzeit verbrachte er bei dem domkapitelschen Orgelmacher Johannes Kohlhaas dem Älteren in Mainz, der nicht nur ein angesehener Orgelbauer war, sondern auch das Schreinerhandwerk virtuos beherrschte.
Am 25. Juni 1777 heiratete Heilmann die Mainzer Bürgerstochter Apollonia Müller. Am 12. Juli 1777 wurde er in die Mainzer Bürgerschaft und am 12. Dezember 1777 in die Mainzer Goldschmiedezunft aufgenommen, der auch die Orgelbauer traditionell angehörten. Nicht nur die hohe Anzahl der von Heilmann gebauten Klaviere spricht dafür, dass er gut verdient haben dürfte. Ihm gehörte 1785 bereits das Haus in der Welschnonnengasse 6, schon während seiner Zeit als Hoforgel- und Instrumentenmacher (1789 bis 1797) wohnte er auf der Tiermarktstraße, der heutigen Schillerstraße, und besaß ab 1794 auch noch ein weiteres Haus in der Rochusstraße. Bereits im März 1789 beantragte Heilmann, Gesellen in seine Werkstatt aufnehmen zu dürfen.
Seit seiner Ernennung zum Hoforgel- und Instrumentenmacher durch Dekret vom 3. April 1788 war Heilmann als Angehöriger der Hofkapelle mit der Stimmung und der Erhaltung aller Instrumente am Hofe des Kurfürsten und Mainzer Erzbischofs Friedrich Karl Joseph von Erthal betraut.

## Werk
Außer der 1772–1774 oder 1777–1779 für die kath. Pfarrkirche St. Aureus und Justina in Büdesheim gebauten Orgel, die sich seit 1847 in der Stiftskirche in Pfaffen-Schwabenheim befindet, lassen sich seiner Werkstatt vier Hammerflügel sicher zuordnen. Ein weiterer Hammerflügel wird Heilmann lediglich zugeschrieben.

### Hammerflügel
Von den Hammerflügeln, die Heilmanns Werkstatt sicher zugeordnet werden können, befinden sich einer im Germanischen Nationalmuseum in Nürnberg (Werknr.: 231 um 1795), einer im National Music Museum an der Universität von South Dakota/USA (Werknr.: 252, um 1790) und zwei in der Colt Clavier Collection in Bethersden/Kent (Werknr.: 64, um 1775–80 und Werknr.: 194, 1775 oder 1790, letzterer 1970 durch Tausch aus der Sammlung Johann Christoph Neupert erworben, die sich im Germanischen Nationalmuseum Nürnberg befindet). Seit Frühjahr 2017 befindet sich Werknr. 194 im Museum Geelvinck in Heerde (Niederlanden). Ein weiterer Hammerflügel, datiert auf etwa 1780, in der Sammlung Neumeyer-Junghanns-Tracey in Bad Krozingen wird der Werkstatt Heilmann lediglich zugeschrieben. Die hohe Anzahl der gebauten Hammerflügel ist vor dem Hintergrund zu verstehen, dass diese im späten 18. Jahrhundert als Hausinstrument des Bürgertums immer beliebter wurden. 1976 und 1979 wurden in der Museums-Werkstatt von Derek Adlam und Richard Burnett in Goudhurst/Kent Nachbauten von Hammerflügeln Heilmanns gefertigt, die weltweit bei Konzerten eingesetzt werden.

### Orgel
Heilmann orientierte sich bei der Einteilung seiner 22-registrigen Orgel in Haupt- und Unterwerk mit flankierenden Pedaltürmen; ihrer Aufstellung als Emporenbrüstungsorgel mit seitlicher Spielanlage; ihrer Dispositionsgestaltung sowie ihrem Pedalumfang von nur einer Oktave offenkundig am Mainzer Orgelbaustil, der von Johann Jakob Dahm, Johann Anton Ignaz Will sowie den Orgelbauerfamilien Kohlhaas und Onimus geprägt war. Auch die Gestaltung des Orgelprospekts orientiert sich mit seinen Pedaltürmen in Form von Harfenfeldern am Stil des mainfränkischen Barocks, der für Mainz typisch ist.
Abgesehen von den Zungenregistern gibt es nach gegenwärtigem Forschungsstand keine Beziehungen zu dem Orgelbaustil der Werkstatt Stumm. Das Register Krummhorn 8′ ist eines von nur zwei Zungenregistern, die überhaupt aus der barocken Epoche des Mainzer Orgelbaus noch erhalten sind.
Matthäus Heilmann hat mit seiner einzigen bekannten Orgel ein Musikinstrument hinterlassen, das für den Mainzer Orgelbau des 18. Jahrhunderts typisch ist und das eine Bereicherung der rheinhessischen Orgellandschaft darstellt, die von Werken der Orgelbauerfamilien Stumm aus Rhaunen-Sulzbach; Kohlhaas und Onimus aus Mainz und Geib aus Saarbrücken bzw. Frankenthal sowie der Mainzer Orgelbauer Johann Jakob Dahm und Johann Anton Ignaz Will geprägt ist.
Die Heilmann-Orgel ist eine der wenigen Barock-Orgeln der Region, die noch einen über 80-prozentigen originalen Pfeifenbestand, einschließlich sämtlicher Prospektpfeifen, aufweist. Aus dem historischen Bestand stammen außerdem das Gehäuse, die Spiel- und Registermechanik, die Spielanlage und die Windladen. Aus späterer Zeit stammen lediglich ein Salicional 4′ (später als Gemshorn 4′ bezeichnet) aus dem Jahre 1816 von Johann Heinrich Engers (* 1771; † 1851), Waldlaubersheim, dessen Werkstatt ab 1854 von Johann Martin Schlaadt weitergeführt wurde, sowie wahrscheinlich aus dem Jahre 1847 von Johann Heinrich Schäfer (* 1810; † 1877 in Heilbronn), eine Oktave 2′ und ein Subbass 16′, dem eine originale Trompete 8′ weichen musste, die aber 1964 wieder rekonstruiert wurde. Die Veränderungen durch Schäfer wurden 1847 durchgeführt, nachdem er die Orgel von Bingen-Büdesheim nach Pfaffen-Schwabenheim überführt hatte.
Der bekannte Mainzer Musikwissenschaftler Adam Gottron urteilte im Jahre 1959 über die Heilmann-Orgel wie folgt: „Da auch der Prospekt eine ausgesucht vornehme Form hat, wäre eine Rekonstruktion dieser herrlichen Orgel eine Kulturtat ersten Ranges.“
Einspielungen des Organisten Wilhelm Krumbach auf der Heilmann-Orgel wurden vom Südwestfunk, Landesstudio Mainz, am 2. Oktober 1967 aufgenommen und am 25. März 1968 ausgestrahlt.

#### Disposition seit 1964
| I Unterwerk C–e3 |    |
| Gedackt          | 8′ |
| Prinzipal        | 4′ |
| Kleingedackt     | 4′ |
| Oktave           | 2′ |
| Sesquialtera II  |    |
| Mixtur IV–V      |    |
| Krummhorn        | 8′ |

| II Hauptwerk C–e3 |      |
| Prinzipal         | 8′   |
| Gambe             | 8′   |
| Groß-Gedackt      | 8′   |
| Oktave            | 4′   |
| Salicional        | 4′   |
| Quinte            | 2/3′ |
| Oktave            | 2′   |
| Mixtur III        |      |
| Cimbel IV         |      |
| Trompete          | 8′   |

| Pedal C–d0    |     |
| Subbass       | 16′ |
| Quintadenbass | 16′ |
| Prinzipalbass | 8′  |
| Violoncello   | 8′  |
| Flötenbass    | 4′  |

Durch eine Manualkoppel ist das Pedal fest an das II. Manual angehängt.

Die kursiv gesetzten Register gehören zur Originaldisposition von 1779.

#### Zur Originaldisposition
Die Originaldisposition ist nicht bekannt, allerdings liegt ein Rekonstruktionskonzept von Adam Gottron vor (siehe Dispositionsvergleich). Die in der oben stehenden Tabelle kursiv gedruckten Register stammen von Heilmann. Das Salicional 4′ (so Pfeifengravur, später als Gemshorn 4′ bezeichnet) stammt von Engers aus dem Jahre 1816; Oktave 2′ und Subbass 16′ stammen vermutlich von Schäfer aus dem Jahre 1847 (siehe "Orgel"). Diese Veränderungen aus dem 19. Jahrhundert sind so qualitätvoll, dass sie bei der notwendigen denkmalpflegerischen Restaurierung nicht wieder rückgängig gemacht würden.
Im Zuge der heute kritisch beurteilten Instandsetzungsarbeiten von 1964 baute Karl Borchert (Ingelheim) für die Orgelbaufirma von Emanuel Magnus Kemper (* 1910; † 1978) das Sesquialtera II (ist kein Sesquialter, Repetition bei c°) und die Mixtur IV–V in das Unterwerk sowie das Großgedackt 8′, die Cimbel IV und die Trompete 8′ in das Hauptwerk ein. Außerdem installierte er einen Schwimmerbalg und reduzierte den Winddruck um die Hälfte.

#### Dispositionsvergleich
| Wahrscheinliche Originaldisposition (1779), nach Adam Gottron | Johann Heinrich Schäfer (1847)              | Karl Borchert, Ingelheim, für Fa. Kemper (1964) |
| ------------------------------------------------------------- | ------------------------------------------- | ----------------------------------------------- |
| I Unterwerk                                                   | I Unterwerk                                 | I Unterwerk                                     |
| Gedackt 8′                                                    | Gedackt 8′                                  | Gedackt 8′                                      |
| Prinzipal 4′                                                  | Harmonika 8′                                | Prinzipal 4′                                    |
| Kleingedackt 4′                                               | Dolce 8′                                    | Kleingedackt 4′                                 |
| Quinte 22/3′                                                  | Fugara 4′ (= Prinzipal 4′, 1779)            | Oktave 2′                                       |
| Flautino 2′                                                   | Kleingedackt 4′                             | Sesquialtera II                                 |
| Mixtur III                                                    | Flautino 2′                                 | Mixtur IV–V                                     |
| Krummhorn 8′                                                  | Klarinette 8′ (= Krummhorn 8′, 1779)        | Krummhorn 8′                                    |
|                                                               |                                             |                                                 |
| II Hauptwerk                                                  | II Hauptwerk                                | II Hauptwerk                                    |
| Prinzipal 8′                                                  | Prinzipal 8′                                | Prinzipal 8′                                    |
| Gambe 8′                                                      | Gambe 8′                                    | Gambe 8′                                        |
| Groß-Gedackt 8′                                               | Groß-Gedackt 8′                             | Groß-Gedackt 8′                                 |
| Oktave 4′                                                     | Oktave 4′                                   | Oktave 4′                                       |
| Gemshorn 4′                                                   | Gemshorn 4′ (= Salicional 4′, Engers, 1816) | Salicional 4′ (Engers, 1816)                    |
| Quinte 22/3′                                                  | Quinte 22/3′                                | Quinte 22/3′                                    |
| Superoktave 2′                                                | nicht besetzt                               | Oktave 2′                                       |
| Mixtur III                                                    | Dolce 4′                                    | Mixtur III                                      |
| Scharff III 1'                                                | Scharff III                                 | Cimbel IV                                       |
| Trompete 8′ B/D                                               | Prinzipal 16′                               | Trompete 8′                                     |
|                                                               |                                             |                                                 |
| Pedal                                                         | Pedal                                       | Pedal                                           |
| Subbass 16′                                                   | Subbass 16′                                 | Subbass 16′                                     |
| Quintade 16′                                                  | Quintade 16′                                | Quintade 16′                                    |
| Prinzipalbass 8′                                              | Prinzipalbass 8′                            | Prinzipalbass 8′                                |
| Violoncell 8′                                                 | Violoncell 8′                               | Violoncell 8′                                   |
| Flötenbass 4′ (war möglicherweise Posaune 16′)                | Flötenbass 16′                              | Flötenbass 4′                                   |

#### Bestandsaufnahme (2000)
Die Bestandsaufnahme wurde am 26. Juni und 27. Juli 2000 durch Achim Seip, Orgelsachverständiger im Bistum Mainz, durchgeführt.
| Registerstellung auf Windlade | I Unterwerk C–e³  |      | Bestand |
| ----------------------------- | ----------------- | ---- | --- |
| 2                             | Gedackt           | 8′   | C–F hinter Prospekt; C-h° Holz; Rest Metall (Oberlinger)                                                                                                |
| 1                             | Prinzipal         | 4′   | vermutl. vollständig original, Zinn/Blei, Prospekt, ab cs1 innen, Handsignaturen, Bolusfarbe                                                            |
| 3                             | Kleingedackt      | 4′   | C–fs² Holz; möglicherweise von Schäfer (1847); ab g² Metall, Fremdpfeifen                                                                               |
| 4                             | Oktave            | 2′   | Zinn/Blei; evtl. Schäfer (andere Bauart, Pfeifen leichter, keine Bolusfarbe, keine Handsignaturen, Pfeifen beschädigt)                                  |
| 5                             | Sesquialtera II   |      | kein Sesquialter, Repetition bei c°, Borchert/Kemper (1964)                                                                                             |
| 7                             | Mixtur IV-V       |      | Zinn/Blei; Borchert/Kemper (1964) |
| 6                             | Krummhorn         | 8′   | vermutl. original; Bolusfarbe, vermutl. Krücken, Kehlen und Zungenblätter erneuert                                                                      |
|                               |                   |      | |
|                               | II Hauptwerk C–e³ |      | |
| 1                             | Prinzipal         | 8′   | Prospekt; vermutl. original; Bolusfarbe, Stöcke original, Innenpfeifen original, Mündungen stark verbeult                                               |
| 2                             | Gambe             | 8′   | C-E Holz, original; Rest Zinn/Blei, original; sehr enge Mensur, z. T. Stimmrollen, Pfeifenmündungen z. T. verbeult, Seitenbärte vermutl. nicht original |
| 3                             | Groß-Gedackt      | 8′   | Mahagoni, Borchert/Kemper (1964) |
| 4                             | Oktave            | 4′   | vermutl. vollständig original; Zinn/Blei, Bolusfarbe, Handsignaturen, Pfeifenmündungen z. T. verbeult                                                   |
| 7                             | Salicional        | 4′   | vermutl. vollständig Engers (1816); Zinn/Blei, Bolusfarbe, Handsignaturen, Seitenbärte möglicherweise erneuert                                          |
| 8                             | Quinte            | 2/3′ | vermutl. vollständig original (1779); Zinn/Blei, Bolusfarbe, Handsignaturen, hoher Bleianteil, d° neuer Kern                                            |
| 5                             | Oktave            | 2′   | vermutl. nicht original; C-Fis Stimmrollen, möglicherweise alte Pfeifen, Aufschnitte erniedrigt                                                         |
| 6                             | Mixtur III        |      | vermutl. vollständig original (1779); Zinn/Blei, durchgehend 3-fach, Handsignaturen, Bolusfarbe                                                         |
| 9                             | Cimbel IV         |      | Zinn/Blei; gestempelt, Borchert/Kemper (1964), Bänkchen neu                                                                                             |
| 10                            | Trompete          | 8′   | Borchert/Kemper (1964); Becher z. T. aus Kupfer, möglicherweise Verwendung älterer Pfeifen                                                              |
|                               |                   |      | |
|                               | Pedal C–d°        |      | |
| 5                             | Subbass           | 16′  | Holz; möglicherweise Schäfer (1847), C abkonduktiert, Signaturen                                                                                        |
| 4                             | Quintadenbass     | 16′  | Holz; entweder Heilmann (1779) oder Schäfer (1847) |
| 1                             | Prinzipalbass     | 8′   | Zinn/Blei; Prospekt; vermutl. original Heilmann (1779)                                                                                                  |
| 2                             | Violoncello       | 8′   | Holz; entweder Heilmann (1779) oder Schäfer (1847) |
| 3                             | Flötenbass        | 4′   | Holz; entweder Heilmann (1779) oder Schäfer (1847) |

- Spielanlage, seitl. rechts; Manualtasten neu belegt, Registerschilder neu (Aug. Laukhuff), Registerzüge möglicherweise alt. Beschriftung „Copula“ 19. Jahrhundert; Pedal an Hauptwerk angehängt; Tasten klapperig mit seitlichem Spiel; Pedalklaviatur von Borchert/Kemper (1964), Beläge stark ausgespielt.
- Windladen, original Heilmann (1779) mit erneuerten Spunddeckeln und Rastern (Borchert/Kemper, 1964)
- Gehäusetüren auf der Rückseite durch Pressspanplatten ersetzt (Borchert/Kemper, 1964)
- Spielmechanik: Abstrakten (Holz) und Abzugsdrähte (vermutl. Borchert/Kemper, 1964); der liegende Wellenrahmen original Heilmann (1779).
- Registermechanik: Schwerter original Heilmann (1779), Stangen und Koppel vermutl. Schäfer (1847)

#### Technische Daten
Stimmhöhe: a' = 472,0 Hz bei 21,1 °C und 72 % relativer Luftfeuchtigkeit (gemessen am 9. August 2001 durch Mitarbeiter von Förster & Nicolaus Orgelbau, Lich);
Winddruck: 70 mmWs (gemessen am Kanal zum Unterwerk am 9. August 2001 durch Mitarbeiter von Förster & Nicolaus Orgelbau, Lich)